# Gedāylī
Gedāylī (persiska: گِدايلو, گدایلی, Gedāylū) är en ort i Iran.   Den ligger i provinsen Ardabil, i den nordvästra delen av landet, 500 km nordväst om huvudstaden Teheran. Gedāylī ligger 253 meter över havet och antalet invånare är 587.
Terrängen runt Gedāylī är platt söderut, men norrut är den kuperad. Runt Gedāylī är det ganska tätbefolkat, med 93 invånare per kvadratkilometer. Närmaste större samhälle är Gūn Gowrmez, 16,9 km väster om Gedāylī. Trakten runt Gedāylī består till största delen av jordbruksmark.